# کردارشناسی انسان
کردارشناسی انسانی (به انگلیسی: Human ethology) بر این اصل بنیادین استوار است که یکایک انسان‌ها دست به عمل می‌زنند و به عبارت دیگر بر این نکته ازلی مبتنی است که افراد، کنش‌هایی هوشیارانه را برای دستیابی به اهدافی انتخاب شده انجام می‌دهند. این مفهوم از کنش انسان در مقابل رفتار کاملاً انعکاسی یا غیر ارادی که هدفی را دنبال نمی‌کند، قرار دارد. روش رفتار شناسانه، تبعات و دلالت‌های منطقی نکته ازلی مورد اشاره را با استنتاج کلامی شرح می‌دهد.

## پیوندها
- Xerrada d'Eibl-Eibesfeldt[پیوند مرده] (انگلیسی)
- Lloc oficial per la Societat Internacional per l'Etologia Humana (ISHE) (انگلیسی)